# Zbigniew Baucz
Zbigniew Baucz (ur. 12 kwietnia 1914 w Lublinie, zm. 7 czerwca 2017) – polski adwokat oraz działacz podziemia niepodległościowego w czasie II wojny światowej.

## Życiorys
Był absolwentem Gimnazjum im. hetmana Jana Zamojskiego w Lublinie z 1932. W 1937 uzyskał dyplom na Wydziale Prawa i Ekonomii Katolickiego Uniwersytetu Lubelskiego i osiadł w Warszawie. W latach 1933–1939 był referentem w Ministerstwie Opieki Społecznej, gdzie poznał między innymi Kazimierza Moczarskiego. W czasie II wojny światowej był od 1940 działaczem podziemia niepodległościowego. Przed powstaniem warszawskim należał do Wydziału Legalizacji I Oddziału Komendy Głównej ZWZ-AK oraz kierownictwa Walki Podziemnej – Okręg „Magiel”. W trakcie powstania warszawskiego działał w Oddziale Biura Informacji i Propagandy Komedy Głównej AK. Warszawę opuścił wraz z ludnością cywilną przez obóz przejściowy w kościele św. Wojciecha na Woli oraz Dulag 121 Pruszków, skąd następnie trafił do Częstochowy. Przed aresztowaniem przez funkcjonariuszy Urzędu Bezpieczeństwa w sierpniu 1945, angażował się w odtwarzanie Oddziału Biura Informacji i Propagandy w Krakowie. W 1946 osiadł w Warszawie gdzie podjął pracę w Centralnym Urzędzie Planowania, a w 1947 zdał egzamin adwokacki. W latach 1948–2017 był członkiem Izby Adwokackiej w Warszawie. Od 1990 był działaczem Światowego Związku Żołnierzy Armii Krajowej.

## Wybrane odznaczenia
- Krzyż Kawalerski Orderu Odrodzenia Polski (1997)[1],
- Srebrny Krzyż Zasługi[1],
- Srebrny Krzyż Zasługi z Mieczami[1],
- Krzyż Walecznych[1],
- Krzyż Armii Krajowej[3],
- Krzyż Partyzancki[3],
- Warszawski Krzyż Powstańczy[3],